# اسلحه‌سازی چک در اوهرسکی برود
اسلحه‌سازی چک در اوهرسکی برود (به چکی: Česká zbrojovka Uherský Brod)، یک شرکت اسلحه‌سازی در موراویا، جمهوری چک است که در سال ۱۹۱۹ توسط Karel Bubla ،Alois Tomiska تأسیس شده‌است.

## محصولات
- چی‌زیت ۷۵
- چی‌زیت ۸۰۵ برن
- وی‌زیت. ۵۸
- وی‌زیت. ۲۴
- چی‌زیت ۴۵۲